# Disney (Oklahoma)
Disney és una població dels Estats Units a l'estat d'Oklahoma. Segons el cens del 2000 tenia 226 habitants.

## Demografia
Segons el cens del 2000, Disney tenia 226 habitants, 124 habitatges, i 56 famílies. La densitat de població era de 67,6 habitants per km².
Dels 124 habitatges en un 10,5% hi vivien nens de menys de 18 anys, en un 38,7% hi vivien parelles casades, en un 4,8% dones solteres, i en un 54,8% no eren unitats familiars. En el 46,8% dels habitatges hi vivien persones soles el 28,2% de les quals corresponia a persones de 65 anys o més que vivien soles. El nombre mitjà de persones vivint en cada habitatge era d'1,82 i el nombre mitjà de persones que vivien en cada família era de 2,59.
Per edats la població es repartia de la següent manera: un 14,6% tenia menys de 18 anys, un 5,3% entre 18 i 24, un 24,8% entre 25 i 44, un 27% de 45 a 60 i un 28,3% 65 anys o més.
L'edat mediana era de 49 anys. Per cada 100 dones de 18 o més anys hi havia 85,6 homes.
La renda mediana per habitatge era de 25.417 $ i la renda mediana per família de 36.875 $. Els homes tenien una renda mediana de 36.250 $ mentre que les dones 25.750 $. La renda per capita de la població era de 16.975 $. Entorn del 21,4% de les famílies i el 24,8% de la població estaven per davall del llindar de pobresa.

## Poblacions més properes
El següent diagrama mostra les poblacions més properes.